# Vilas (Wisconsin)
Vilas es un pueblo ubicado en el condado de Langlade en el estado estadounidense de Wisconsin. En el Censo de 2010 tenía una población de 233 habitantes y una densidad poblacional de 2,51 personas por km².

## Geografía
Vilas se encuentra ubicado en las coordenadas 45°14′58″N 89°21′45″O / 45.24944, -89.36250. Según la Oficina del Censo de los Estados Unidos, Vilas tiene una superficie total de 92.83 km², de la cual 92.76 km² corresponden a tierra firme y (0.08%) 0.07 km² es agua.

## Demografía
Según el censo de 2010, había 233 personas residiendo en Vilas. La densidad de población era de 2,51 hab./km². De los 233 habitantes, Vilas estaba compuesto por el 98.71% blancos, el 0% eran afroamericanos, el 0% eran amerindios, el 0.43% eran asiáticos, el 0.43% eran isleños del Pacífico, el 0% eran de otras razas y el 0.43% pertenecían a dos o más razas. Del total de la población el 0.43% eran hispanos o latinos de cualquier raza.